# Sasabe

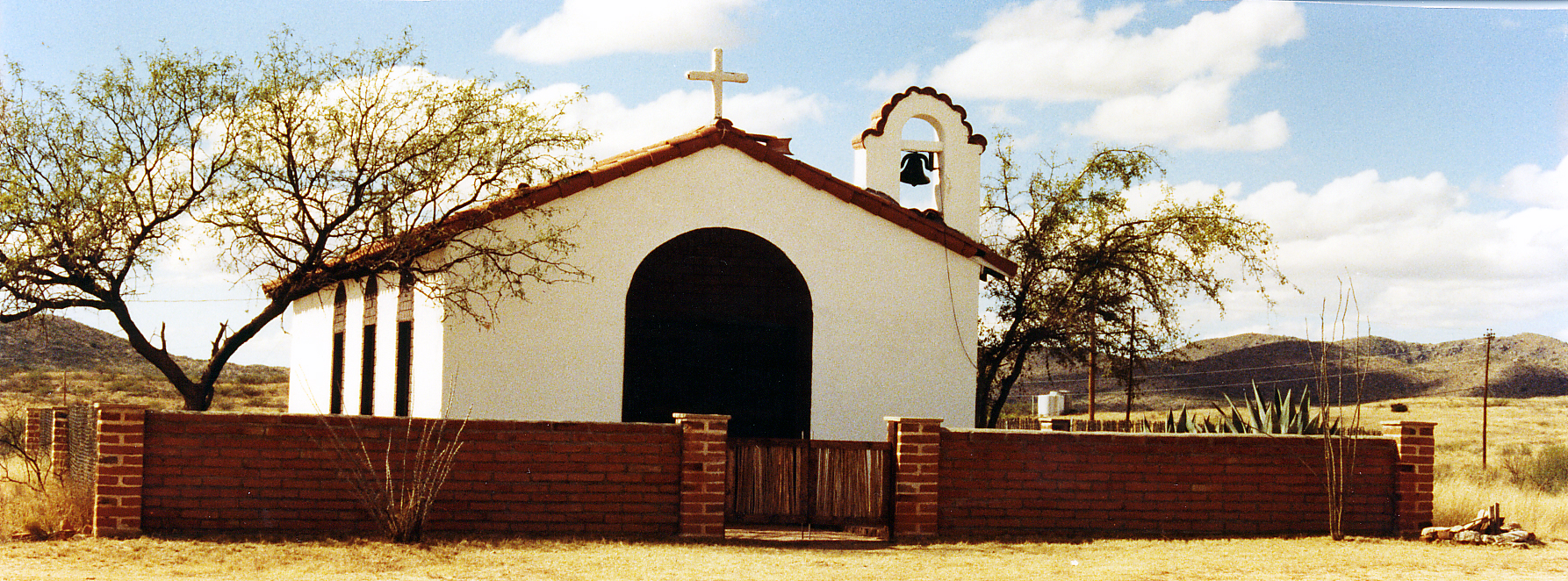
Église de Sasabe

Sasabe est une agglomération transfrontalière située à la frontière entre l'Arizona et le Mexique, au sud du comté de Pima, aux États-Unis.
La population était de 54 habitants en 2010.
En moyenne, 165 voitures, camions ou piétons y passent chaque jour la frontière.
Sasabe est connu pour le ranch historique de la Osa datant du XVIIIe siècle, qui a rouvert en 1921. Il a hébergé entre autres les présidents Franklin Roosevelt et Lyndon Johnson.